# Ignasi Taltavull
Ignasi Taltavull   (Barcelona, 1988) és un còmic, guionista i director català.
Va estudiar periodisme a la Universitat Autònoma de Barcelona. Ha format part de l'equip de guionistes de programes com Crackòvia i ha sigut el subdirector d'Està passant, tots dos de Televisió de Catalunya. Presenta el podcast i espectacle La Ruina, amb Tomàs Fuentes, el podcast Aquí Estamos, amb Adri Romeo i fa stand-up.
Anteriorment, va ser un dels creadors de Haciendo la mierda i del projecte Adonde Boy, i va publicar el llibre Siri, cómeme los huevos (Bridge, 2016)
En ràdio ha treballat a COM Ràdio, Cadena Ser i a Ona FM, i ha col·laborat al programa Vostè primer, presentat per Marc Giró a Rac1, i en una secció al programa de tarda de Catalunya Ràdio.
El 2022 va fer un espectacle amb Magí Garcia.